# Вертиевка (Черниговская область)
Верти́евка (укр. Вертіївка), до 1930 года — Веркиевка (укр. Веркіївка) — село в Нежинском районе Черниговской области Украины, административный центр Вертиевской сельской общины. Было центром Вертиевского сельсовета. Население 3849 человек. Занимает площадь 12,523 км². В селе расположена Николаевская церковь — православный храм и памятник архитектуры местного значения.
Расположено на реках Крутоносовка и Багачка (приток Вересочи).

## Власть
Орган местного самоуправления — Вертиевский сельский совет. Почтовый адрес: 16624, Черниговская обл., Нежинский р-н, с. Вертиевка, ул. Ленина, 126..

## История
В XIX веке село Веркиевка (Вертиевка) было волостным центром Веркиевской волости Нежинского уезда Черниговской губернии. В селе была Николаевская и Троицкая церковь.
Священнослужители Николаевской церкви:
- 1782—1788 — священник Никита Степанович Ушинский
- 1828 — священник Иван Власьевич Митькевич, священник Роман Яковлевич Прокопович
- 1835 — священник Степан Емельянович Гриценков

Священнослужители Троицкой церкви:
- 1782 — священник Андрей Григорьевич Щербацкий
- 1802 — священник Василий Кудрицкий
- 1802—1808 — священник Емельян Евсеевич Гриценков
- 1808 — священник Даниил Михайлович Колчицкий
- 1835 — священник Влас Кириллович Огиевский

## Известные жители
- Мороз, Иван Михайлович (1914—1993) — советский военачальник, лётчик, генерал-полковник авиации. Участник Великой Отечественной войны, Герой Советского Союза.
- Кирпонос, Михаил Петрович (1892—1941)— советский военный деятель, генерал-полковник, Герой Советского Союза.